# NGC 4155
NGC 4155 је елиптична галаксија у сазвежђу Береникина коса која се налази на NGC листи објеката дубоког неба.
Деклинација објекта је + 19° 2' 28" а ректасцензија 12h 10m 45,6s. Привидна величина (магнитуда) објекта NGC 4155 износи 13,4 а фотографска магнитуда 14,4. NGC 4155 је још познат и под ознакама UGC 7172, MCG 3-31-58, CGCG 98-82, PGC 38761.